# Tandwielpomp

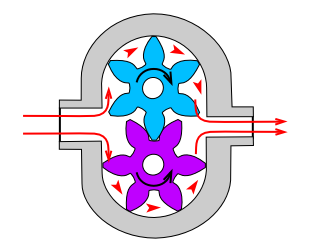
Een tandwielpomp met uitwendige vertanding

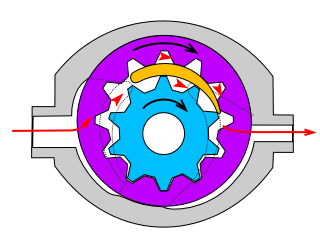
Sikkelpomp, ook Mondsikkelpomp, zo genoemd omwille van de sikkelvorm

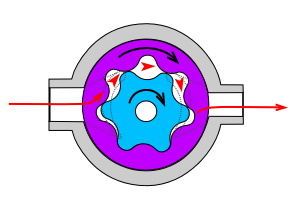
Een tandwielpomp met inwendige vertanding

Een tandwielpomp of tandradpomp is een eenvoudige en daardoor goedkope roterende volumetrische pomp die bestaat uit één of meer paren in elkaar grijpende tandwielen met zeer geringe speling tussen de tandwielen en het pomphuis.
Tandwielpompen worden gebruikt in:
- de chemische industrie
- hydraulische systemen
- stookoliepomp voor branders
- oliepomp in auto's

In hydraulische systemen gebruikt men ook motoren die volgens hetzelfde principe werken
Tandwielpompen worden wegens hun eenvoud, stabiliteit en lage prijs meestal gebruikt bij lage werkdrukken (ca. 120 bar) en relatief kleine vermogens. Bij hogere drukken wordt het rendement van de pompen en motoren minder en valt de keuze dan toch meestal op een schottenpomp of bij nog hogere drukken op een plunjerpomp.

## Externe links
